# Finger food

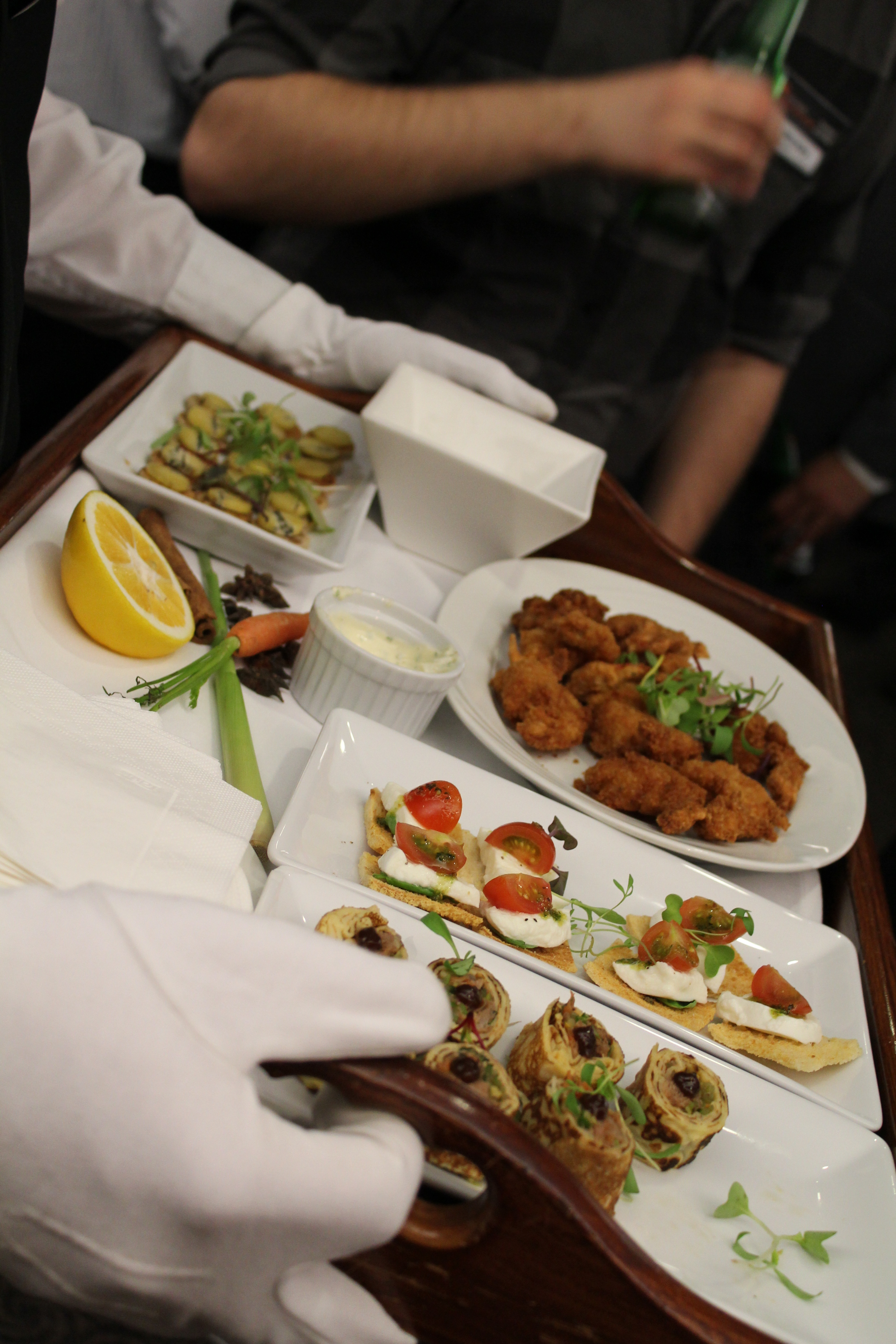
Exemple de finger food.

Le finger food est la catégorie de nourriture préparée pour être mangée directement avec les doigts, sans ustensile comme la fourchette ou le couteau, comme les canapés ou les amuse-gueules.